# Бреде (Мантова)
Бреде је насеље у Италији у округу Мантова, региону Ломбардија.
Према процени из 2011. у насељу је живело 47 становника. Насеље се налази на надморској висини од 14 м.